# Eliudis Benítez
Eliudis Benítez Hani (ur. 3 września 1954 w San Juan, zm. 29 kwietnia 2018) – portorykański judoka. Olimpijczyk z Montrealu 1976, gdzie zajął osiemnaste miejsce w wadze półciężkiej.
Uczestnik turniejów międzynarodowych.

## Letnie Igrzyska Olimpijskie 1976
| Konkurencja | Eliminacje                 | Klas. końcowa |
| Konkurencja | Przeciwnik I               | Miejsce       |
| ----------- | -------------------------- | ------------- |
| 93 kg       | Jürg Röthlisberger (SUI) P | 18.           |